# Shock: Diversão Diabólica
Shock é um filme brasileiro de 1984, de terror e suspense, sendo a primeira produção do subgênero slasher feita no Brasil. Foi dirigido por Jair Correia. Trilha sonora de Sydney Valle (Palhinha Cruz do Valle), Premio Governador do Estado 1985.

## Sinopse
Após o termino de uma festa, realizada em uma casa afastada da cidade, alguns jovens decidem pernoitar no local e começam a ser assassinados um a um.

## Elenco[1]
- Cláudia Alencar — Eni
- Aldine Muller — Isa
- Mayara Magri — Sara
- Taumaturgo Ferreira — Gil
- Elias Andreato — Sami
- Kiko Guerra — Nuno
- Vandi Zachias — Lucas